# Vasilij Surikov
Vasilij Surikov, född 24 januari 1848 i Krasnojarsk, död 19 mars 1916 i Moskva, var en rysk historiemålare. Surikov, som tillhörde Vandrarmålarna, blev 1893 medlem av Ryska konstakademien.
Nedslagskratern Surikov på planeten Merkurius och asteroiden 2965 Surikov är uppkallade efter honom.